# Fabryka Chemiczna (Hajnówka)
Fabryka Chemiczna w Hajnówce – zakład chemiczny na Osiedlu Chemiczna w Hajnówce, wytwarzający substancje chemiczne głównie przez pirolizę drewna.

## Powstanie

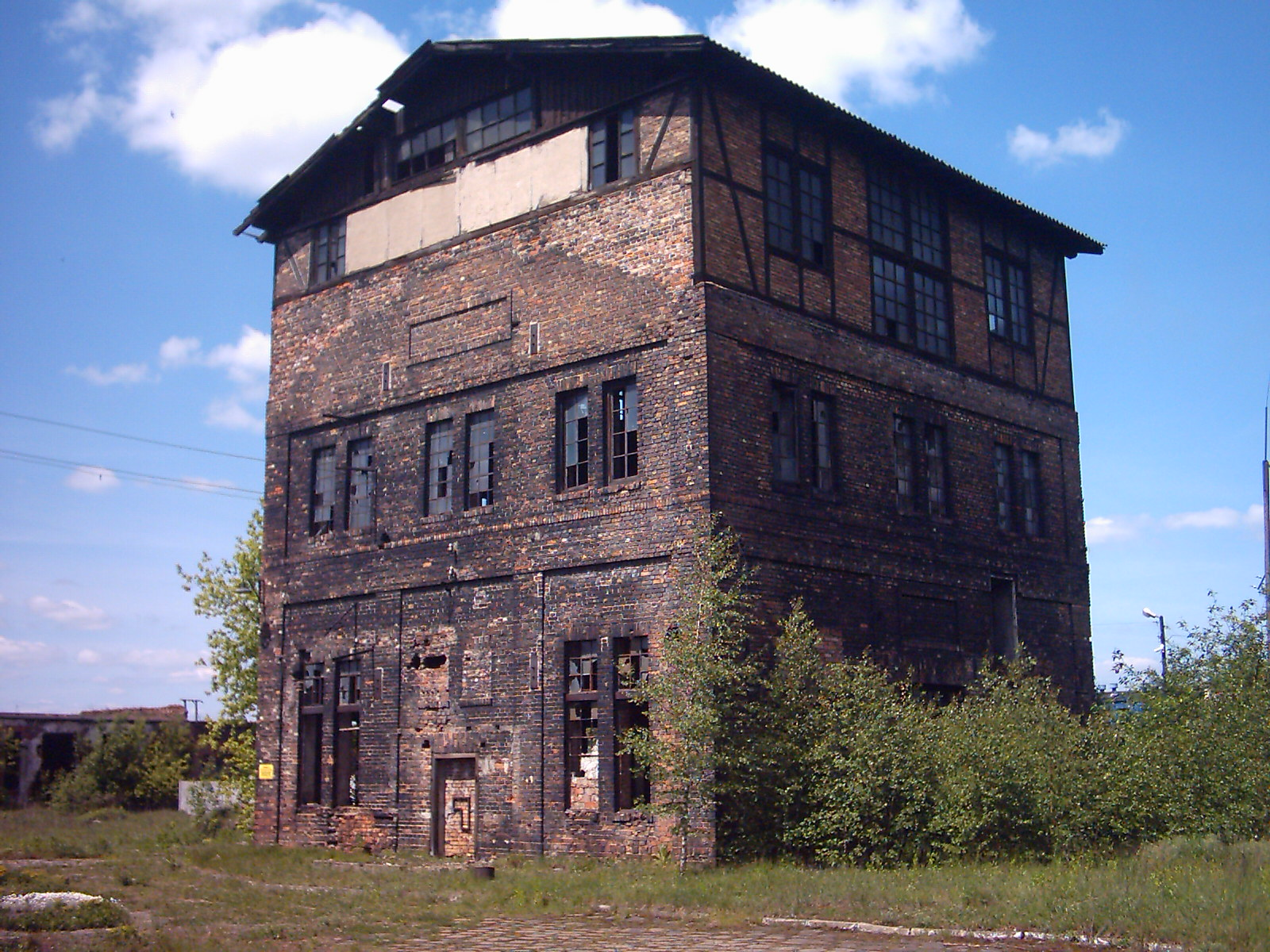
Jeden z budynków Fabryki Chemicznej z lat 20.

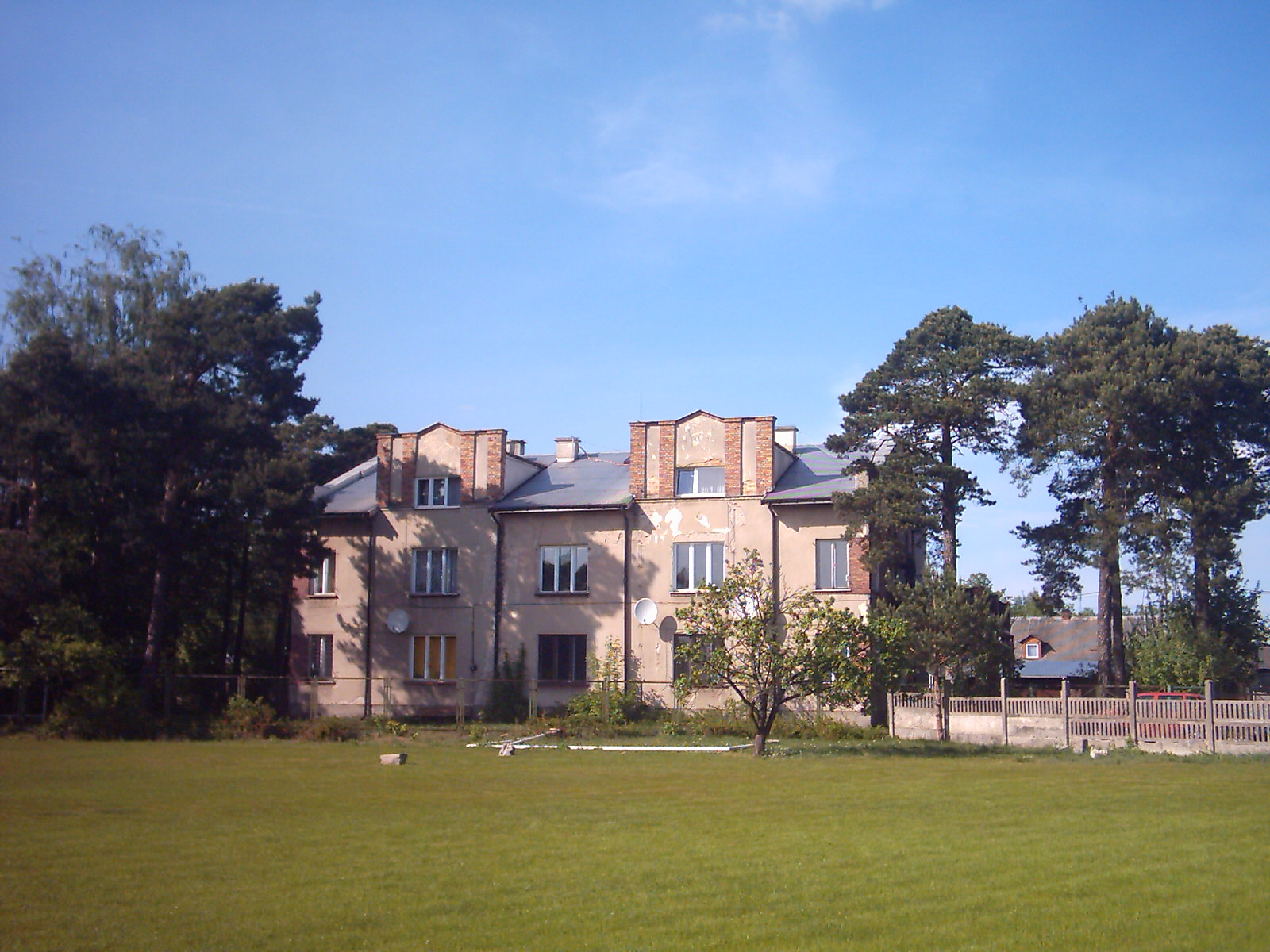
Budynek z lat 30. XX w.

Po wkroczeniu wojsk niemieckich na tereny Puszczy Białowieskiej 17 sierpnia 1915 r. Niemcy rozpoczęli eksploatację jej zasobów. Jeszcze w tym samym roku wybudowano w Hajnówce fabrykę terpentyny i smoły. Tym samym powstały zakłady chemiczne przy których powstała siłownia, kotłownia, warsztaty mechaniczne, stacja pomp i sieć kolejki wąskotorowej wraz z bocznicą. Przy budowie fabryki i sieci kolejki wąskotorowej na terenie obecnej Hajnówki zatrudnionych było 1200 żołnierzy niemieckich i 3000 jeńców rosyjskich i francuskich dla których wybudowano baraki rozlokowane w kilku punktach osady. Wybudowano też 4 hale produkcyjne na 128 retort, w zapasie 200 nowych. Zakład zużywał rocznie 300 000 m³ drewna liściastego. Fabrykę wybudowała niemiecka firma Scharing.

## Pochodzenie zakładów
Na krótko przed wybuchem I wojny światowej, fabrykę wybudowali Amerykanie na terenie Belgii. Po zajęciu Puszczy Białowieskiej w 1915 roku, Niemcy przenieśli fabrykę z Belgii do Hajnówki.

## Po I wojnie światowej
Wycofujące się niemieckie wojsko zdewastowało fabrykę. Fabryka i jej podziemne instalacje zostały zniszczone. Nie pozostało ani jedno sprawne urządzenie.

## Okres międzywojenny

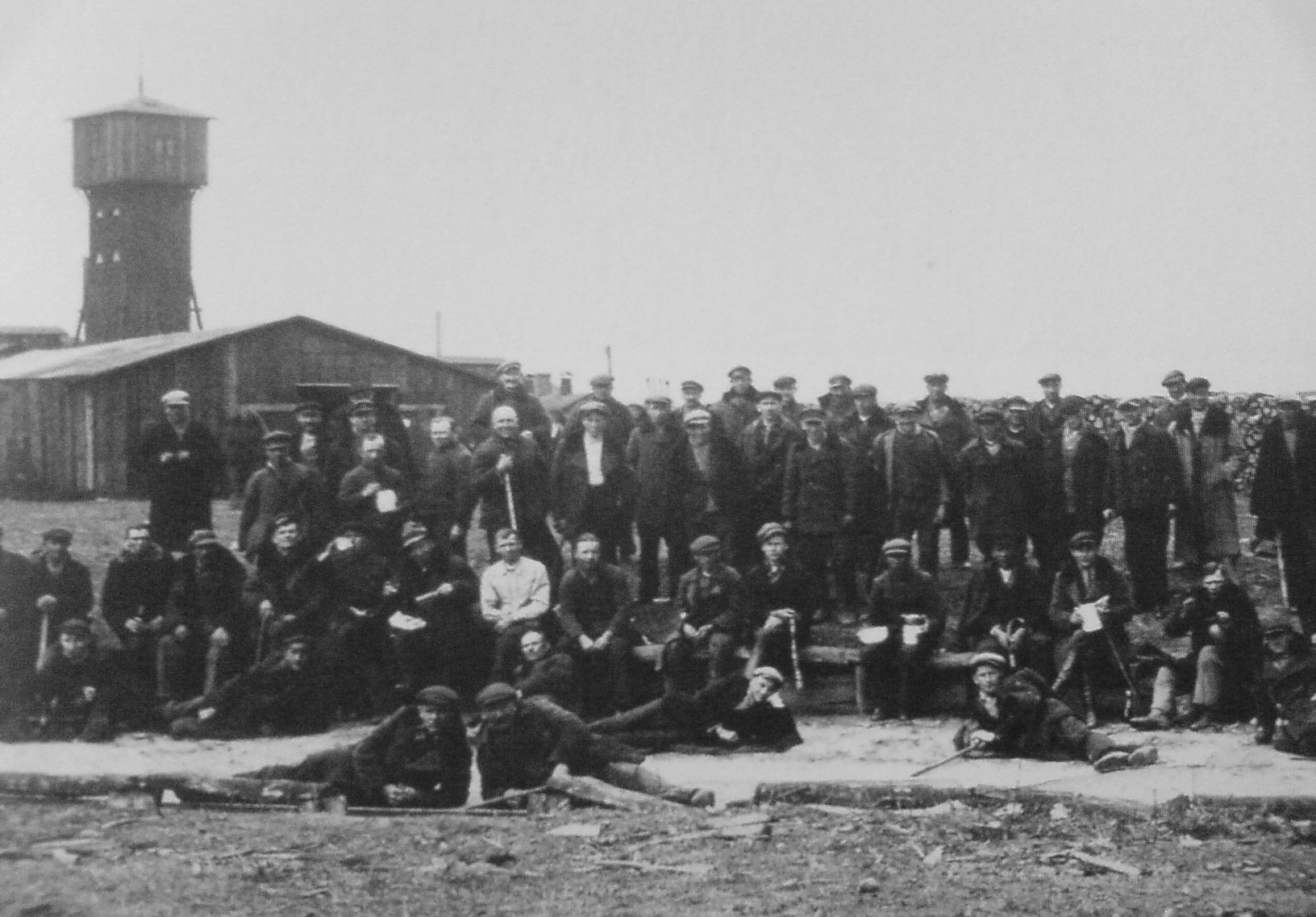
Fabryka Chemiczna, strajk 1937 r.

- 1921 r. fabryka została wydzierżawiona firmie o nazwie „Fabryka-Spółka Akcyjna w Hajnówce”. Zatrudniono 240 pracowników.
- 1926 r. zakłady dzierżawi firma „Spółka Akcyjna Grodzisk”, powstaje zakładowa straż pożarna.
- 1929–30 r. – wybudowano wytwórnię kwasu octowego, studnię głębinową. Uruchomiono oddział rektyfikacji, zmodernizowano siłownię i kotłownie.
- 1938 oddano wydział produkcji węgli aktywnych, przedszkole i budynki mieszkalne dla administracji.

W fabryce produkcja była oparta na suchej destylacji drewna liściastego. Produkowano węgiel drzewny, kwas octowy, octan wapnia, smołę i oleje flotacyjne.
W początkowym okresie działania firmy w czasach II RP zarządzał nią Eugeniusz Kwiatkowski, późniejszy minister odpowiedzialny za rozwój portu w Gdyni oraz wicepremier, inicjator budowy COP.
Trudne warunki pracy oraz niskie zarobki zmuszały pracowników do podejmowania akcji strajkowych pierwsza z nich odbyła się 2 września 1924 r. Rozpoczęła ona falę strajków w zakładach na terenie całej Puszczy Białowieskiej.

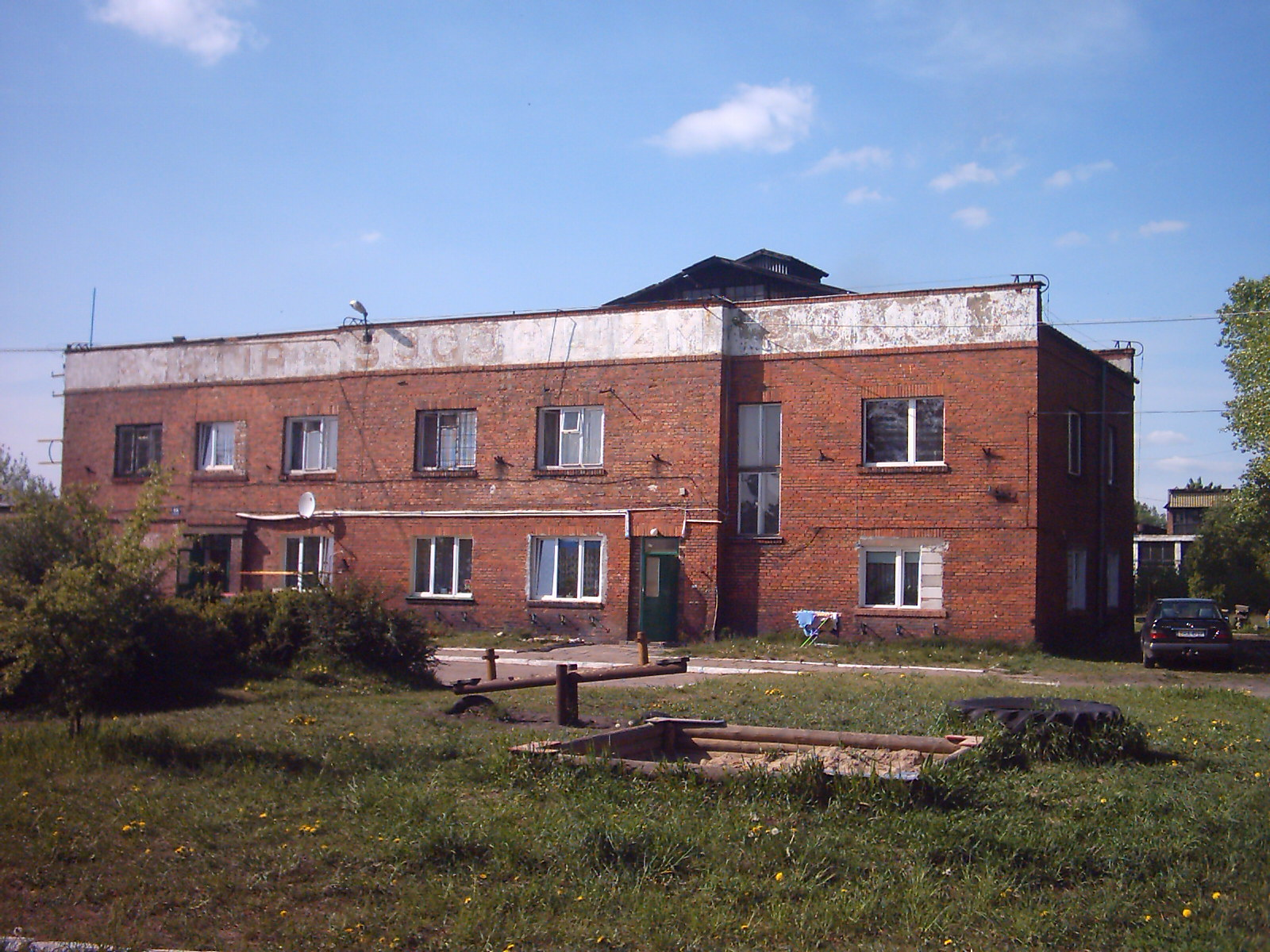
Budynek biurowy Fabryki Chemicznej z lat 20. XX w.

## Okupacja sowiecka
Po zajęciu Hajnówki 17 września 1939 r. przez armię radziecką we wszystkich zakładach produkcyjnych wymieniono personel kierowniczy i administracyjny. Wprowadzono zarząd państwowy i zwiększono zatrudnienie.

## Okupacja niemiecka
Niemcy do Hajnówki wkroczyli 25 czerwca 1941 r. We wszystkich zakładach stanowiska administracyjne objęli Niemcy. Nazwę Fabryki Chemicznej zmieniono na „Chemische Fabrik in Hajnówka”, dyrektorem został Schtelzer.
Gdy wiosną 1944 r. do Hajnówki zbliżał się front, Niemcy wymontowali w fabryce cenniejsze maszyny i części z metali kolorowych. Załadowane na wagony maszyny wywożono, pozostałe urządzenia niszczono. Polscy robotnicy jak mogli starali się opóźniać demontaż maszyn, dzięki temu część ocalała.
17 lipca 1944 r. do Hajnówki dotarły oddziały piechoty radzieckiej. W wyniku krótkiej walki z Niemcami w Fabryce Chemicznej spłonęły retortownia, olejarnia i magazyn.

## Po II wojnie światowej

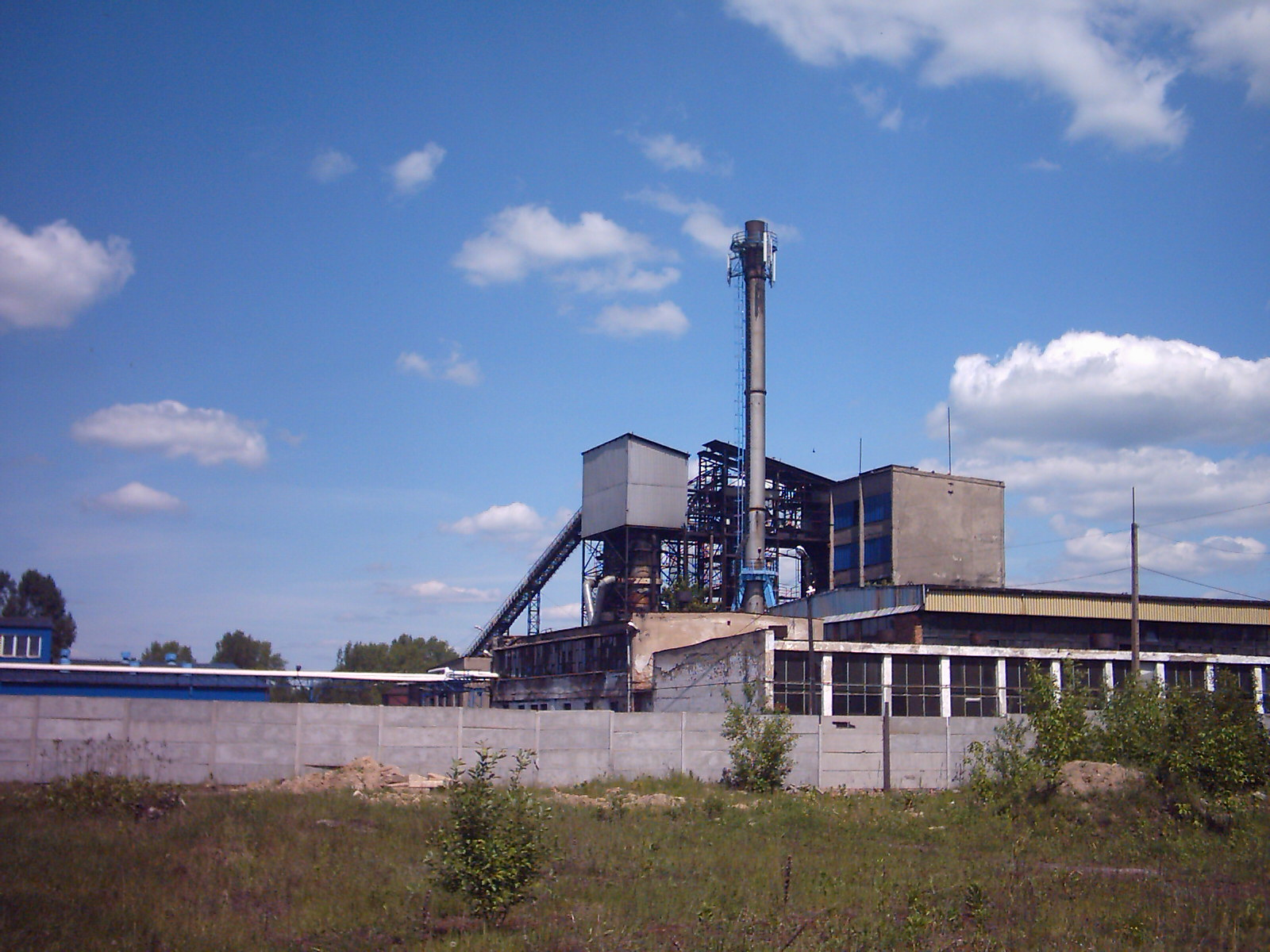

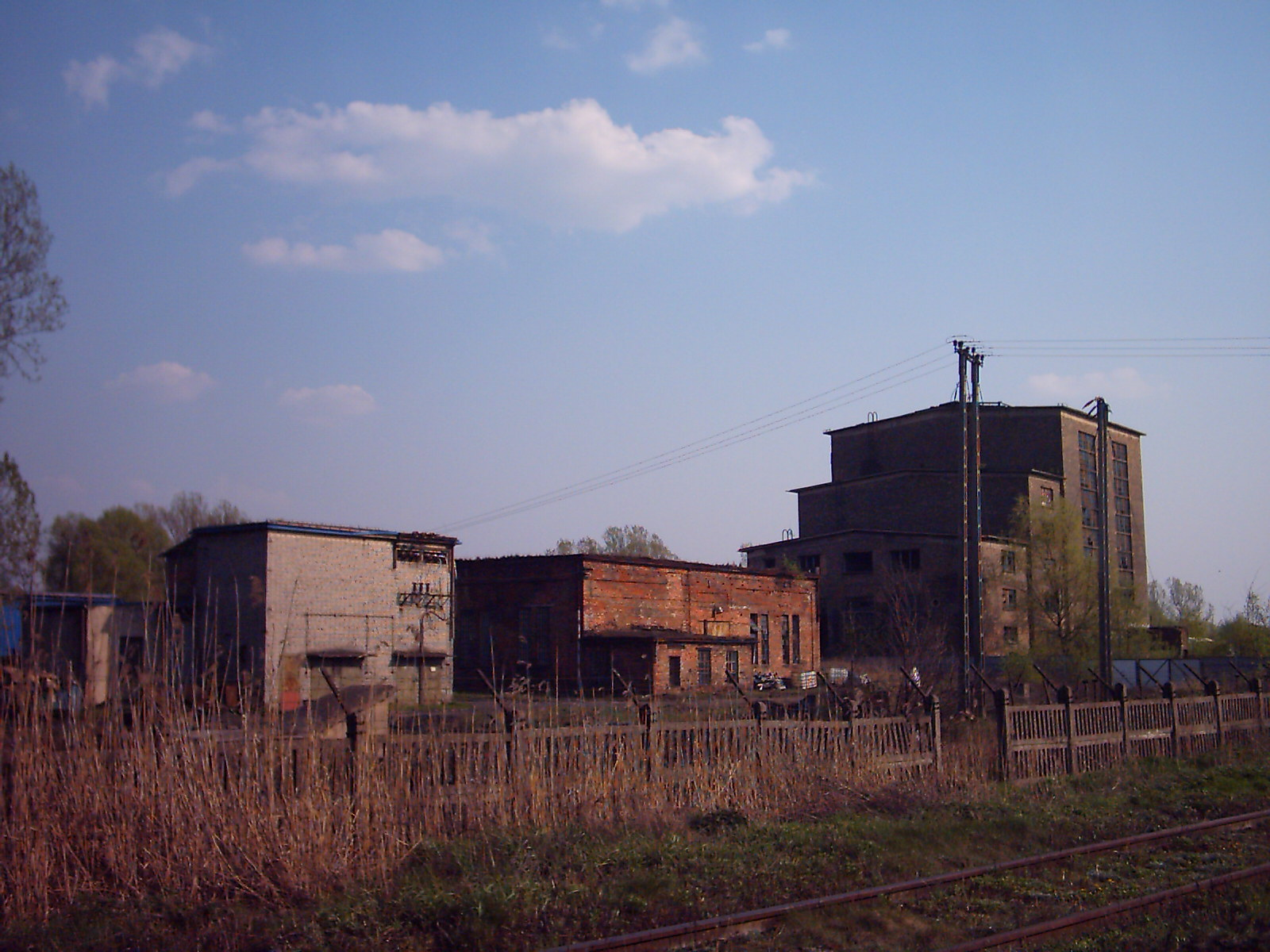

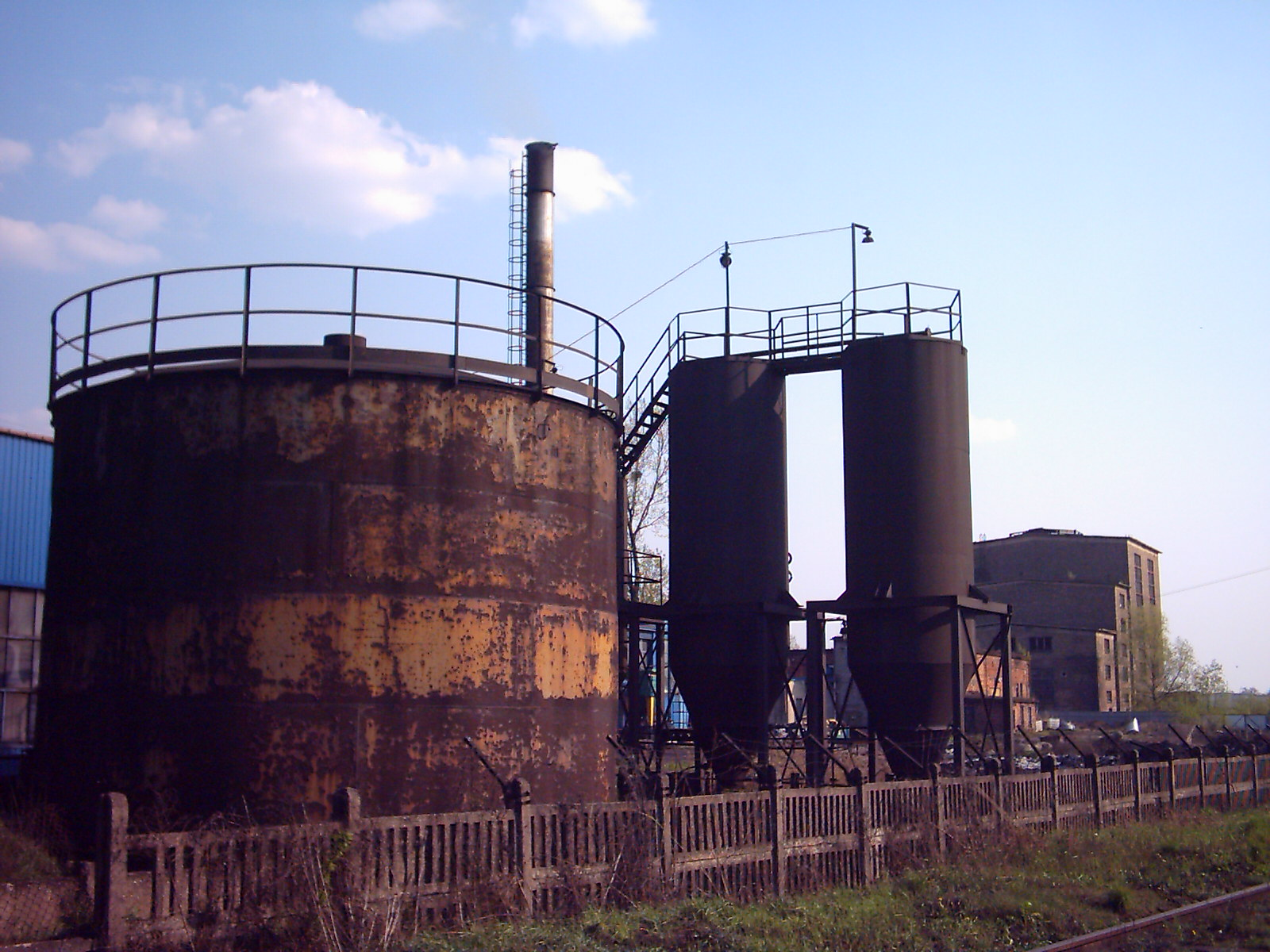
Zabudowania fabryczne

Zarządzanie przedsiębiorstwem przejęły osoby, które zarządzały nim w roku 1941. Kilku pracowników zakładu otrzymało pełnomocnictwo do znalezienia i sprowadzenia zagrabionego przez Niemców mienia fabryki. Urządzenia odnaleziono w Siedlcach. Sprowadzono je do Hajnówki wagonami i ciężarówkami wojskowymi.
W końcu sierpnia 1944 r. wznowiły pracę retortownie.
Dyrektorem został Paweł Fabicki. W okresie tym zmieniono nazwę fabryki na „Hajnowskie Przedsiębiorstwo Suchej Destylacji Drewna” (HPSDD). Zatrudniało ono wówczas 207 pracowników.
- 1944 (sierpień) ruszają pierwsze retortownie.
- 1945 r. na terenie HPSDD powstaje biblioteka, świetlica i zespół dramatyczny.
- 1946 r. przy fabryce powstaje przedszkole.
- 1949 r. utworzono zespół pieśni i tańca.
- 1952 r. zakład został zakwalifikowany do przemysłu kluczowego.
- 1953 r. następuje modernizacja, oddano nowy dział węgli aktywnych oraz magazyn.
- 1955 r. powstaje dom kultury HPSDD
- 1960 r. rozpoczyna pracę dział suchej destylacji karpiny. Produkowano w nim węgiel drzewny, oleje flotacyjne, smołę apteczną i preparat piro.
- 1961 r. rozpoczyna pracę siłownia i kotłownia.
- 1961–64 r. rozbudowano dział węgli aktywnych, powstały 4 nowe piece obrotowe WH4, zorganizowano laboratorium. Przedsiębiorstwo zatrudniało w tym czasie 600 osób.
- 1966–67 r. oddano warsztaty mechaniczne i linię przesyłową wysokiego napięcia. Rozpoczyna pracę nowy dział – octownia (produkujący techniczny kwas octowy).
- 1968 r. uruchomiono nową retortownię produkującą węgiel przemysłowy. Podstawowymi produktami zakładu były: węgle drzewne (generatorowy, granulowany, medyczny, odbarwiający, żarzony), alkohol metylowy, dziegieć, oleje drzewne, octan wapnia, rozpuszczalnik, smoła, terpentyna.

Praca w zakładzie odbywała się w systemie trzyzmianowym. Była to praca uciążliwa i szkodliwa dla zdrowia. Fabryka przyczyniała się też do znacznego zanieczyszczenia środowiska.
- 1970 r. uruchomiono retortownię wraz z kondensacją (piece obrotowe).
- 1975 r. powstaje retortownia o ruchu ciągłym. Fabryka dostarcza swoje produkty do zakładów chemicznych w Kędzierzynie, Oświęcimiu, Płocku, Puławach, Tarchominie, Tarnowie.
- 1977 r. rocznie przerabiano 108 tys. m³ drewna, w tym 70% grabu i 30% brzozy oraz 1600 m³ karpiny. 25% przerabianego drewna pochodziło z terenów Puszczy Białowieskiej.
- 1980 r. zakład rozpoczyna produkcję eksportową węgla generatorowego do Szwecji.
- 1982 r. rozpoczęto produkcję pochłaniaczy do lodówek oraz filtrów do wody. Zakład posiadał wtedy: ambulatorium lekarsko – dentystyczne, autobus, basen kąpielowy, bibliotekę, 6 bloków mieszkalnych, chór, domki wypoczynkowe, gazetę zakładową, izbę tradycji, koło zakładowe PTTK, komitet zakładowy PZPR, kiosk, przedszkole, straż pożarną, stołówkę, teatr amatorski, tuczarnię trzody, dom kultury, zespół muzyczny, żłobek.
- 1984 r. następuje zmiana systemu wynagradzania oraz zmniejszenie zatrudnienia. Płace wzrosły o 214% a produkcja o 30% w ciągu roku. Zakładowy dom kultury przekazano miastu.
- 1985 r. wydawano gazetę „Chemiczniak”.
- 1989 r. strajk robotników spowodował odejście ze stanowiska dyrektora zakładu oraz podniesienie płac. Fabryka zaczęła podupadać.

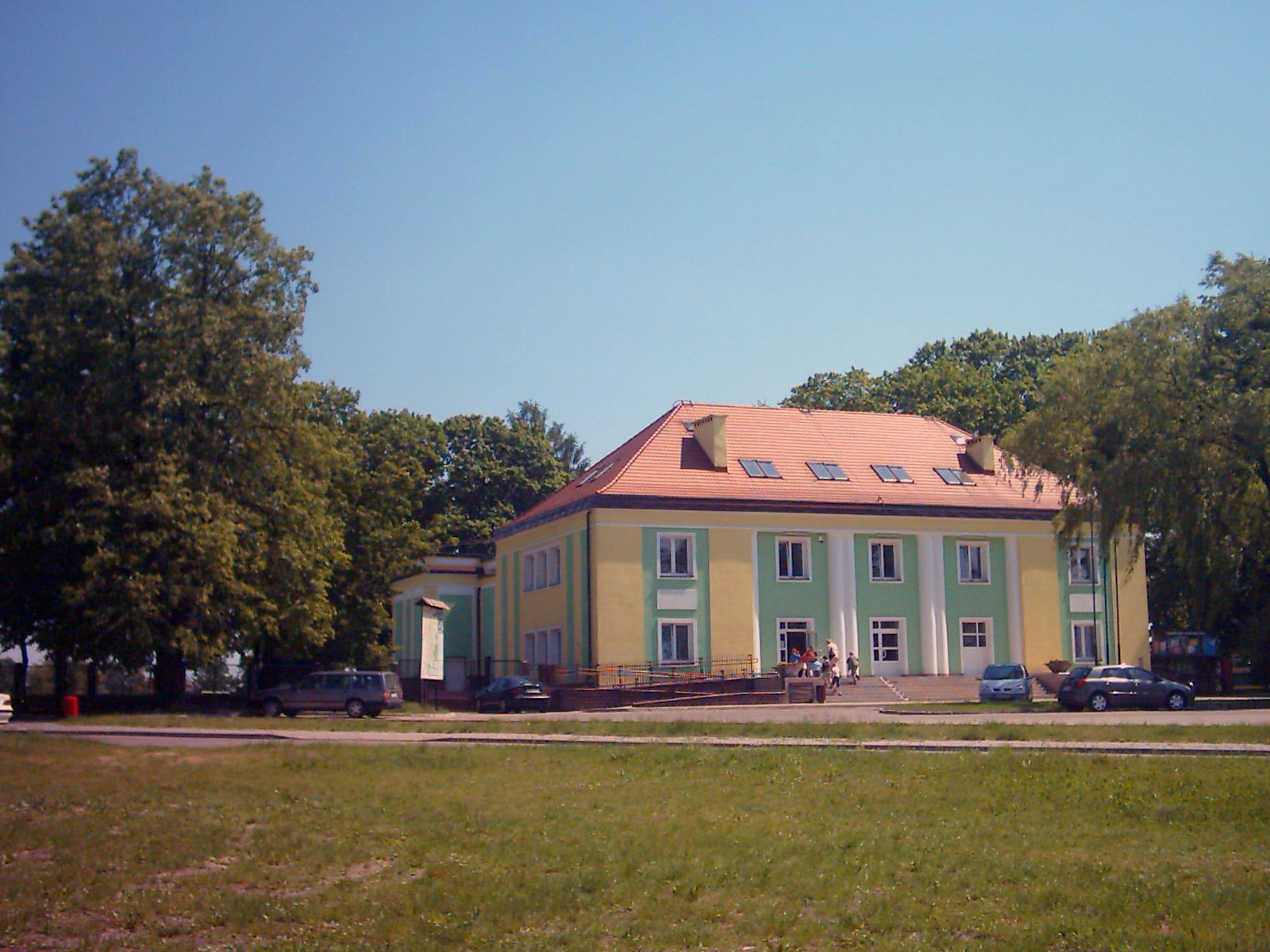
Dom Kultury „Górnik”

## Produkcja w latach 1960–1984
| Produkt                | 1960 | 1965 | 1970 | 1973 | 1980 | 1984 |
| ---------------------- | ---- | ---- | ---- | ---- | ---- | ---- |
| Kwas octowy            | –    | –    | 885  | 1055 | 822  | 308  |
| Dziegieć               | 84   | 110  | 101  | 146  | 98   | 23   |
| Metanol                | 284  | 263  | 155  | 119  | 44   | –    |
| Ocet surowy            | 1270 | –    | 1000 | 1156 | –    | –    |
| Oleje drzewne          | 103  | 81   | 67   | 246  | 248  | 585  |
| Piro                   | 0,8  | 69   | 76   | 48   | –    | –    |
| Rozpuszczalnik         | 446  | 286  | 119  | 134  | 46   | 3    |
| Smoła                  | 169  | 1543 | 486  | 494  | –    | –    |
| Smoła preparowana      | –    | 207  | 191  | 65   | 1    | –    |
| Terpentyna             | 111  | 114  | 107  | 75   | 32   | 12   |
| Węgiel drzewny żarzony | 5003 | 6206 | 6334 | 7576 | –    | –    |
| Węgiel generatorowy    | 921  | 955  | 2318 | 1929 | 6126 | 1978 |
| Octan wapnia           | 1866 | 1943 | –    | –    | –    | –    |
| Stabilizator           | 121  | 192  | 82   | 13   | –    | –    |

## Prywatyzacja
W roku 1996 właścicielem fabryki została spółka polsko-szwedzka. Majątek zakładu podzielono w stosunku udziałów 48 do 52%. Fabryka przyjęła nazwę „Zakład Węgli Aktywnych Gryfskand w Hajnówce”. Spółka pozbyła się obiektów socjalnych, zmniejszyła zatrudnienie do ok. 200 osób.